# Sven Yckenberg
Sven Yckenberg, född 27 augusti 1701 i Tjärstads församling, Östergötlands län, död 28 mars 1776 i Godegårds församling, Östergötlands län, var en svensk präst.

## Biografi
Yckenberg föddes 1701 på Eksnäs i Tjärstads socken. Han var son till inspektor Per Yckenberg och Maria Bergman. Fadern hade tagit efternamnet efter sin far, som var skogsvaktare och bodde på Ycke. Yckenberg blev 1718 student vid Uppsala universitet och prästvigdes 21 september 1724. Yckenberg blev 1725 huspredikant hos baron Wrangel, 1728 skvadronspredikant vid Östgöta kavalleriregemente och 1732 regementspastor. Kyrkoherde blev han 1739 i Godegårds församling och prost 1769. 1771 blev han kontraktsprost i Bergslags kontrakt. Yckenberg avled 1776 i Godegårds socken och begravdes 3 maj samma år. Tills hans minne författade J. J. K några verser.

### Familj
Yckenberg gifte sig första gången 9 juli 1728 med Catharina Brandt (1701-1751). Hon var dotter till fänriken Johan Brandt vid Jönköpings regemente. De fick tillsammans barnen Nils Johan Yckenberg (1729–1730), kyrkoherden Nils Johan Yckenberg i Rappestads församling, överauditören Peter Lorens Yckenberg (1733–1806), Carl Christoffer Yckenberg (1735–1735), lantmätaren Jacob Yckenberg (1737–1791) i Västmanland, Carl Otto Yckenberg (1741–1743) och Alexander Yckenberg (1743–1743). 
Yckenberg gifte sig andra gången 2 maj 1752 med Catharina Wibjörnsson (1715-1788). Hon var dotter till en kyrkoherde Andreas Wibjörnson i Vreta klosters församling och Margareta Mollerus. De fick tillsammans barnen Andreas Yckenberg (1753–1767), kanslisten Sven Yckenberg (1755–1792) i Stockholm och Carl Yckenberg (1757-1757).